# Europatorget, Kiev
Europatorget är ett torg beläget i Sjevtjenskivskyj-distriktet i centrala Kiev. Torget ligger i den nordöstra änden av Kievs huvudgata Kresjtjatik. Runt torget finns flera kända landmärken som Kievs Filharmoni, Ukrainska huset, Hotell Dnipro och Jaroslav den vises Ukrainska Nationalbibliotek. Torget har bytt namn flera gånger och har tidigare hetat: Hästtorget, Teatertorget, sedan Europatorget, Tsartorget, Tredje Internationalens torg, Stalintorget och Leninkomsomoltorget. I och med Ukrainas självständighet återgick torget till ett av sina historiska namn: Europatorget.

## Historia
Från 1800-talet och framåt har torget och byggnaderna runt torget förändrats och renoverats. Några av de äldre detaljerna på torget är den stora blomsterplanteringen på mitten av torget och Kievs Filharmoni, som tillsammans med nationalbiblioteket är en av få förrevolutionära byggnader som finns kvar på torget. Flera av byggnaderna runt torget förstördes i samband med Andra världskriget, medan andra försvann efter kriget. Den 11 oktober 2022 skadades Kievs Filharmoni och flera andra kulturbyggnader i Kiev av en rysk robotattack under Rysslands invasion av Ukraina.

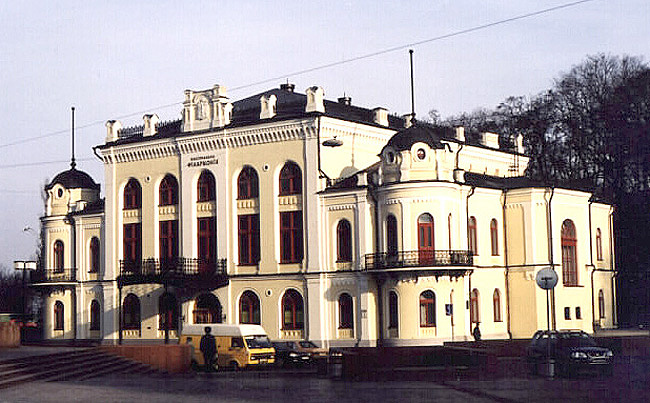
Kievs filharmoni

Ett framträdande landmärke vid torget är Jaroslav den vises Ukrainska Nationalbibliotek. Biblioteket byggdes 1911 med donerade medel från Kievbor. Biblioteket designades av arkitekten Zbigniew Klave. Bredvid nationalbiblioteket ligger Hotell Dnipro som byggdes 1964 av Kievarkitekterna Viktor Elizarov och Natalia Tjmutina. Vid torget finns även Ukrainska huset med utställningar och mässor. På platsen där Ukrainska huset står idag fanns det tidigare Europeiska hotellet, en av de byggnader som överlevde Andra världskriget för att sedan rivas. I samband med rivningen av hotellet plattade man även till den närliggande Vladimirkullen. Ukrainska huset byggdes 1982 och var fram till Ukrainas självständighet Kievs filial för Centrala Leninmuseet.